# Micadina yasumatsui
Micadina yasumatsui är en insektsart som beskrevs av Tokuichi Shiraki 1935. Micadina yasumatsui ingår i släktet Micadina och familjen Diapheromeridae. Inga underarter finns listade i Catalogue of Life.